# NGC 3324
NGC 3324 هو عنقود مفتوح يقع في الجزء الشمالي الغربي من سديم القاعدة (Carina Nebula (NGC 3372، أكتشف في عام 1826 من قبل جيمس دنلوب . يبعد NGC 3324 عن الأرض نحو 7200 سنة ضوئية. ويرتبط ارتباطا وثيقا مع السديم الإشعاعي NGC 3324 والمعروف أيضا باسم Gum 31 . وكثيرا ما يتم الخلط بين الاثنين كجرم واحد يطلق عليها معا سديم جابرييلا ميسترال .
ويحتوي الجزء الشمالي الغربي من سديم القاعدة أيضا على سديم ثقب المفتاح Keyhole Nebula والنجم النشط إيتا القاعدة.

## صور

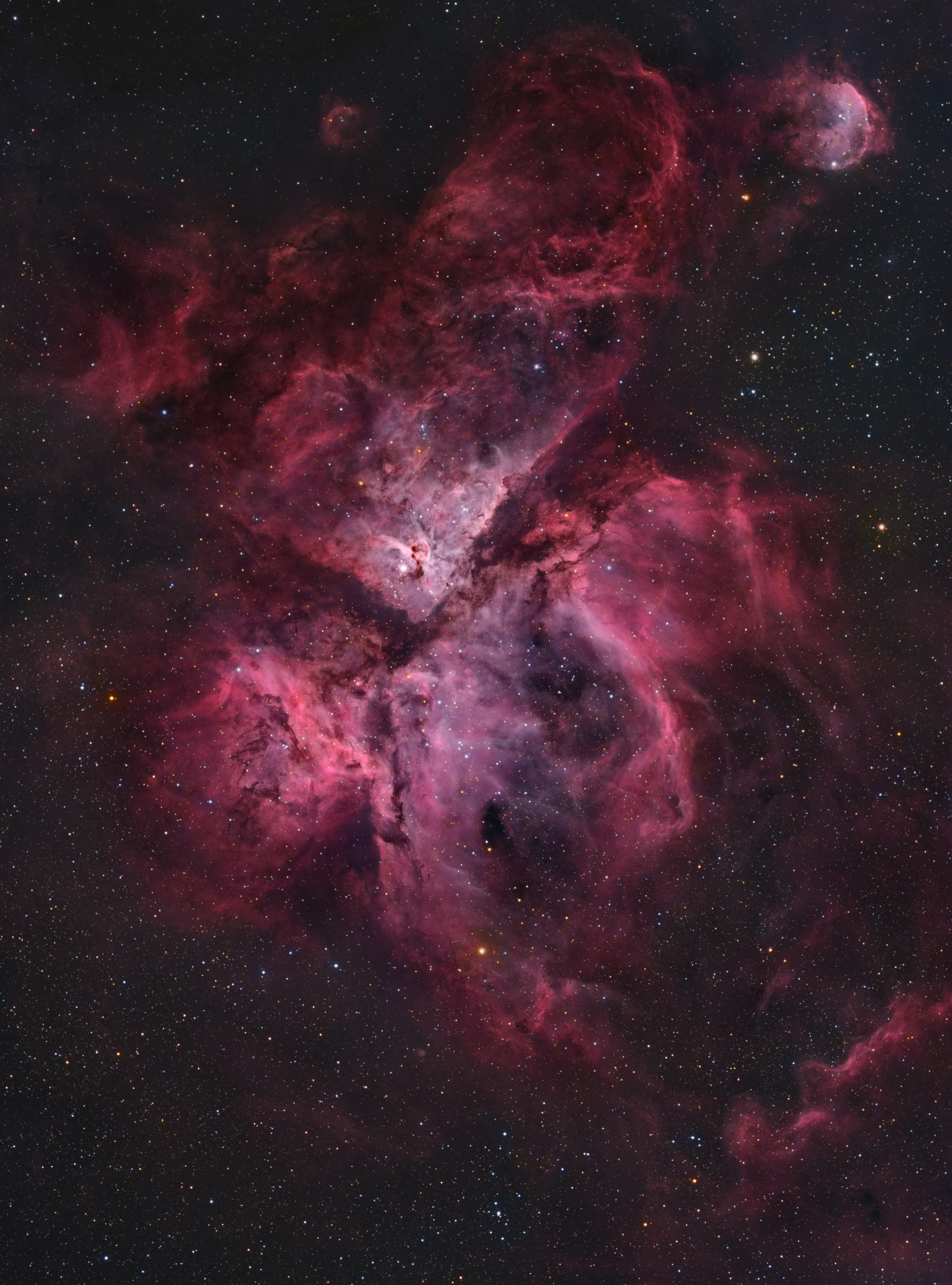
سديم القاعدة مع NGC 3324 في أعلى اليمين.
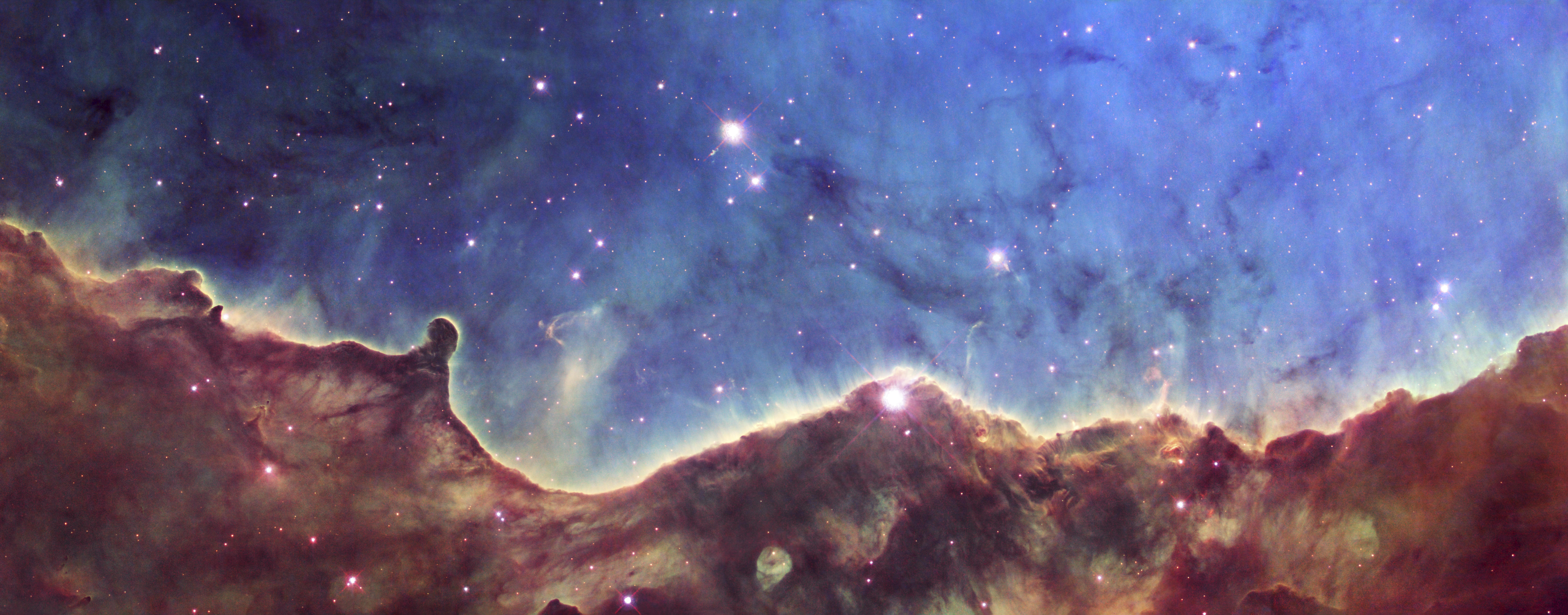
الجزء الغربي من NGC 3324، التقطها مقراب هابل الفضائي.
الجزء الغربي من NGC 3324، التقطها مقراب جيمس ويب الفضائي.

## اقرأ أيضا
- الفهرس العام الجديد
- NGC 6302